# Vredenburgh, Alabama
Vredenburgh là một thị trấn thuộc quận Monroe, tiểu bang Alabama, Hoa Kỳ. Dân số năm 2009 là 307 người, mật độ đạt 79 người/km².